# Рудский, Валентин Григорьевич
Валенти́н Григо́рьевич Ру́дский (2 августа 1926 — 7 апреля 2015) — советский и российский педагог-новатор, учёный-фенолог и краевед, ветеран Великой Отечественной войны. Член Русского географического общества. Заслуженный учитель школы РСФСР (1974). Общественное признание в связи с активной общественной экологической деятельностью.

## Биография
Родословная В. Г. Рудского по отцовской линии уходит корнями к знатным польским родам, которые жили в Российской империи, по материнской линии — являлся правнуком первого настоятеля Каргасокской церкви. Отец — Григорий Северьянович Рудский (род. 1886) — был родом из села Заболоть Бельского уезда (ныне Бяльский повят) Холмской губернии, после революции жил в селе Басмасово Парабельской волости Нарымского края Томский уезда (округа), в советское время работал секретарём местного сельсовета. Мать — Екатерина Васильевна Большанина, родом из Парабели. Семья Рудских вынуждена была часто переезжать по населённым пунктам Нарымского края: жили в Парабели (где родился Валентин Григорьевич), Среднем Васюгане, Новом Васюгане, Нарыме, опять в Басмасове, в Колпашеве и в Каргаске. В период массовых политических репрессий (1937) отец Валентина был арестован органами НКВД и вскоре по решению «тройки» расстрелян. Перед этой репрессией Григорий Северьянович сумел привить местным мальчишкам и своему сыну любовь к исследованию родного края, к походам в тайгу, научил быть наблюдательными к погоде и дал навыки скаутской жизни, воспитывал их патриотами. В первый класс Валентин пошёл в 1934 году, в посёлке Средний Васюган, где тогда жила его семья, так как отец Валентина работал специалистом на местной метеостанции, а окончил среднюю школу в Каргаске: в 1943 году он перешёл в 10-й (последний) класс, но осенью того же года был призван в армию. Однако экипаж парохода «Пролетарий», начавшего осуществление последнего в тот судоходный период рейса из Томска, в связи с началом ледостава на Оби, обусловленного ранними заморозками, принял решение не следовать до Каргаска, в связи с чем все местные призывники вынужденно остались в Каргаске до весны 1944 года, и многие из них, в том числе В. Г. Рудский, успели в этот период окончить курс средней школы.
После призыва на военную службу Валентина Рудского сначала направили в Красноярск, в 34-м Запасной стрелковый полк[уточнить], а затем — в воинскую часть 23-й гвардейской воздушно-десантной бригады[уточнить], дислоцированной в городе Тейково Ивановской области. В октябре 1944 года был принят в ряды комсомола. С января 1945 года в составе частей ВДВ начал воевать на фронте, на передовой — бои в Карпатах, в районе озера Балатон, взятие Вены. За участие в сражениях Великой Отечественной войны был представлен к правительственным наградам. В 1945—1946 годах служил в частях Оккупационной армии СССР на территории стран Восточной Европы, затем их часть перевели на территорию СССР в Рязанскую область. В декабре 1946 года Валентин Рудский был демобилизован из рядов Советской Армии. С 1947 года, по возвращении домой, в Каргасок, работал учителем начальных классов в Каргасокской средней школе № 1. В то время там стал формироваться коллектив педагогов-подвижников, новаторов, которые постоянно искали оригинальные и эффективные подходы обучения школьников и подготовки их к взрослой трудовой и научной жизни. Обучал не только детей: одно время осуществлялась попытка дать образование работникам районных учреждений, многие из которых не имели семилетнего образования, а некоторые из них были вообще с «нулевым образованием». В 1948 году Валентин Григорьевич поступил в Томский государственный педагогический институт (на заочную форму обучения), который успешно окончил по факультету «Биология и химия» и по факультету «географическому», — с присвоением квалификации и звания учителя средней школы с правом преподавания в 5-х — 7-х классах. В дальнейшем он также успешно окончил факультет декоративного садоводства Института имени Панфилова в Москве. До 1990 года (более 40 лет) работал учителем географии и биологии в средних школах Каргаска и Томска. В 1960-х — 1980-х годах — в экспериментальной школе-интернате № 3 города Томска (ныне — Томский кадетский корпус) создаёт уникальные технологии преподавания фенологии как сочетания географии и биологии, организует краеведческие фенологические отряды школьников по краеведческому туризму и изучению биологии, использует для уроков географии полученные из отряда космонавтов СССР космические фотоснимки планеты Земля. В конце 1980-х годов переходит в школу № 9 города Томска (ныне — Академлицей). С 1990 по 1994 год преподавал в Томском государственном педагогическом институте, одновременно, с 1994 года, работал в Томском областном ИПКРО. В. Г. Рудский — автор региональной учебной программы «Экология в средней школе» (в соавторстве), им разработаны «Методические рекомендации для преподавания экологии», написаны учебники «Экология» для 1-3 классов. Он — организатор фенологической сети в рамках Русского географического общества на территории Томской области, научный руководитель экспериментальных площадок по экологии средней школы № 87 города Северска и средней школы села Поросино Томского района. Его учебная программа становится базовой для обучения в школах Томска, Томской области, в школах Сибири. С 1980-х годов — ведущий фенологической программы на Томском региональном радио, с конца 2000-х годов — в интернет-изданиях и блогах. С 1960-х годов вёл активную общественную работу по сохранению в окрестностях Томска, в Томской области редких и исчезающих растений, внесённых в «Красную ннигу», в частности — активную пропаганду по сохранению цветковых растений: башмачок настоящий (лат. Cypripedium calceolus) и купальница (лат. Tróllius). За многолетний педагогический труд удостоен почётного звания «Заслуженный учитель РСФСР» (1974).
Валентин Григорьевич был активным участником ветеранского движения[прояснить] в Томской области.
При жизни В. Г. Рудскому присвоено звание почётного гражданина Каргасокского района,
Валентин Рудский был членом Русского Географического общества, координатором образовательных фенологических проектов, активным блогером (темы экологии, сохранения природных ресурсов).

## Научные интересы
Экология, этика ноосферы, краеведческая география, компьютерные средства в педагогике.

## Уникальная педагогика
По стопам своего отца педагогическую деятельность в Каргаске В. Г. Рудский сочетал с методами краеведческого туризма для школьников. На объектах окружающей флоры и фауны он учил любить, понимать, «читать» родную природу, знать особенности родного края, получать навыки метеорологии. Был организатором летних экскурсий-путешествий старшеклассников по родному краю. Во время экскурсии-путешествия по реке Васюган в 1952 году у юных следопытов и их руководителя родилась идея создания школьного музея. Музей был создан им вместе с Б. Г. Кокориным при Каргасокской средней школе № 1, — хотя первоначально музей задумывался как районный, краеведческий. Здесь он руководил географическим и фотографическим кружками. При работе в школе-интернате № 3 города Томска наиболее ярко раскрылся многогранный педагогический талант подвижника. В 1970-е годы «Кабинет географии, биологии и фенологии» был одновременно центром новейших автоматизированных и электронных образовательных технологий, механизированных систем представления географических карт, с наличием экспонатов сибирской фауны, сделанных томскими художниками-таксидермистами. Одновременно обучение велось по методологиям психологического приёма ярких якорей для сознания при представлении нового материала и закрепление знаний способом «восстановления учащимися конспектов предыдущего урока»[прояснить] по методикам В. Шаталова и Г. Щедровицкого. Уникальными являлись заниятия по физической и экономической географии с использованием космоснимков, полученных В. Г. Рудским из отряда Космонавтов СССР. Занятия в классе дополнялись фенологическими школьными экспедициями в пригородные леса. Результаты по освоению географии и фенологии учениками изучались специалистами НИИ образования Министерства просвещения РСФСР. Новейшие методы педагогики, применение всегда самых современных технических средств обучения использовались в последующие годы и в других школах Томска, Северска, Томского района, где работал В. Г. Рудский. Педагогическое творчество сочетаелось Рудским с активной общественной деятельностью, с популяризацией идеологии бережного отношения к ноосфере и экологии.

## Семья
Был женат на Зое Михайловне, которая являлась одним из известных учителей в школах Каргаска и Томска. Их сын Виктор Валентинович Рудский (род. 10 мая 1951 года в Каргаске) — известный русский учёный-географ, эколог, исследователь Алтая, был проректором Алтайского госуниверситета, затем работал в вузах Смоленска и Белоруссии, а с 2012 года работает в Московском государственном областном университете.
После смерти Зои Михайловны Валентин Григорьевич долго жил один, а в 2000-х годах женился вторым браком на Вере Петровне Филимоновой.

## Награды
- Орден Отечественной войны II степени (1985);
- медаль «За взятие Вены» (1945);
- медаль «За боевые заслуги» (1945);
- медаль «За победу над Германией в Великой Отечественной войне 1941—1945 гг.» (1945);
- медаль СССР «За доблестный труд. В ознаменование 100-летия со дня рождения В. И. Ленина» (1970);
- медаль «За заслуги перед Томском» (недоступная ссылка) (2004);
- юбилейные медали, которыми награждали ветеранов Великой Отечественной войны, в том числе 1965, 1975, 1985, 1995, 2005 и других годов;
- звание «Учитель-методист»;
- звание «Заслуженный учитель РСФСР» (1974).

## Общественное признание
- Присвоено звание Почётного гражданина Каргасокского района (10.06.2008).
- Учениками средней школы № 28 города Томска в 2011 году создан выставочный стенд «Судьба овеяна любовью», посвященный Валентину Григорьевичу Рудскому.

## Сочинения
- В. Г. Рудский. Погодные заметки фенолога. Колонка на портале «Томский обзор», публикуется регулярно с 5 декабря 2009 года. — Томск, 2009—н/в. Электронный ресурс: http://kolonki.westsib.ru/show/cat/5
- В. Г. Рудский. Экскурсии в природу. Томск глазами фенолога / В. Г. Рудский; Администрация Томской обл., Департамент природных ресурсов и охраны окружающей среды, Томский обл.ин-т повышения квалификации и переподгот.работников образования. — Томск: Печатная мануфактура, 2012. — 43, [1] с.: ил., цв.ил.; 30 см. ISBN 978-5-94476-257-3
- В. Г. Рудский. О чудесном рыболове, зубастой торпеде и не только… / В. Г. Рудский. — Томск: Печатная мануфактура, 2010.
- В. Г. Рудский. Неделя за неделей: Календарь природы города Томска / Изд. 2-е, перераб. и доп. / В. Г. Рудский; Управление охраны окружающей среды; ОГУ «Облкомприрода» Администрации Томской области. — Томск, 2004
- В. Г. Рудский. Экология: учебник. — Томск, 1998
- Экология: Концепция, учебные программы для 1-11 классов / Ред. П. И. Горлова, ред. В. Б. Купрессова, ред. В. Г. Рудский; Томский государственный университет, Управление образования Томской области. — Томск, 1992. — 82 с.
- Экология: Методические рекомендации для учителей. 5—9 классы / Ред. В. Г. Рудский, ред. В. Б. Купресова, ред. П. И. Горлова; Управление образования Томской области, Государственный комитет по охране окружающей среды Томской области, Томский институт повышения квалификации работников образования, Томский государственный университет. — Томск, 1996. — 116 с.
- Экология: Методические рекомендации для учителей. 1-3 классы / Ред. В. Г. Рудский, ред. В. Б. Купресова, ред. П. И. Горлова; Управление образования Томской области, Государственный комитет по охране окружающей среды Томской области, Томский институт повышения квалификации работников образования, Томский государственный университет. — Томск, 1996. — 60 с.
- Экология в средней школе: учебное пособие (в соавторстве). — Томск, 1992